# Missionarie figlie della Purissima Vergine Maria
Le Missionarie Figlie della Purissima Vergine Maria (in spagnolo Misioneras Hijas de la Purísima Virgen María) sono un istituto religioso femminile di diritto pontificio: le suore di questa congregazione pospongono al loro nome la sigla M.H.P.V.M.

## Storia
Le origini della congregazione risalgono al 1897, quando il gesuita Alberto Cuscó Mir fondò in Messico le Suore della Croce del Sacro Cuore di Gesù: nel 1901 Cuscó Mir dovette abbandonare la guida dell'istituto e ne affidò il governo a Julia Navarrete Guerrero.
Nel 1903 la direzione della congregazione passò nelle mani di Félix Rougier, che respinse le costituzioni redatte da Cuscó Mir e attribuì la fondazione dell'istituto a Concepción Cabrera de Armida. Un gruppo di religiose si oppose a tali mutamenti e, sotto la guida della Navarrete Guerrero, il 12 settembre 1903 si separò dalle Suore della Croce del Sacro Cuore di Gesù dando inizio a una congregazione autonoma.
Il 4 ottobre 1904 il vescovo di Aguascalientes concesse l'approvazione diocesana alle Missionarie Figlie della Purissima Vergine Maria, che ricevettero il pontificio decreto di lode il 7 novembre 1962.

## Attività e diffusione
Le suore si dedicano all'istruzione e all'educazione cristiana della gioventù femminile e all'organizzazione di esercizi e ritiri spirituali.
oltre che in Messico, sono presenti in Nigeria, in Perù e negli Stati Uniti d'America; la sede generalizia è ad Aguascalientes.
Alla fine del 2008 la congregazione contava 434 religiose in 48 case.